# 劉猛将軍
劉猛将軍（りゅうもうしょうぐん）は、道教の神。駆蝗神とされ信仰された。劉猛将ともいう。
駆蝗神とはその名の通り、蝗（バッタ類。日本のイナゴとは異なる）を駆除する神である。古い時代の中国では、しばしば黒い雲と見間違うばかりの大量の蝗が田畑を襲い、雑草まで食い尽くす被害（蝗害）を出した。この食害を受けた農民たちに待っていたのは餓死であり、その恐怖から駆蝗神は信仰を集めた。

## 概略
劉猛将軍のルーツに関しては、異なる諸説がある。
一つは南宋の高宗の時代に金との戦いで活躍した武将「劉錡」である。その劉錡の弟で金との戦いで非業の死を遂げた「劉鋭」が死後駆蝗神となったという説もある。
また、一つとして劉漫塘という有能だと名の知れた進士が死後駆蝗神となったという説もあり、断定はできない。